# Mario Yepes
Mario Alberto Yepes Díaz (Cali, 1976. január 13. –) kolumbiai válogatott labdarúgó, A nemzeti csapat volt csapatkapitánya hátvéd.

## Pályafutása

### Klubokban
Yepes labdarúgó karrierjét a Cortuluá csapatánál kezdte. Az edzője söprögetőként alkalmazta a csapatban. Karrierje nagy fordulatot vett, amikor szülővárosa legnagyobb múlttal rendelkező klubja, a Deportivo Cali leigazolta őt. A csapattal kétszer nyerte meg a kolumbiai bajnokságot.
1999-ben Argentínába szerződött a River Plate csapatához, a klub kétszer hódította el a bajnoki serleget ottléte során.
Annak ellenére, hogy ezek után több olasz és angol klub is látta volna soraiban, Yepes a valamivel gyengébb francia FC Nantes csapatához szerződött. A szurkolók az El Rey becenevet ragasztották rá. Az egyik legjobb hátvéddé vált a Ligue 1-ben, 2004-ben a legnagyobb párizsi klub, a Paris Saint-Germain tett érte ajánlatot, melyet Yepes elfogadott. A PSG szurkolói legtöbbször a Super Mario becenévvel ihlették meg, fáradhatatlansága és gyorsasága miatt.
Négy év után klubot váltott, 2008 nyarán az olasz Chievo Verona klubját választotta.
Két év után csapattársa, a rutinos Sergio Pellissier bejelentette, hogy 2010 nyarán Yepes az AC Milan csapatához szerződik. A klub vezérigazgatója, Adriano Galliani egyúttal azt is bejelentette, hogy a Giuseppe Favalli helyét veszi majd át a csapatban.

### Válogatottban
Yepes közel 80 mérkőzésen szerepelt már a kolumbiai válogatottban, 1999-ben debütált. Részt vett a csapattal az 1999-es Copa Américán, mint nem játszó kerettag.
2001-ben azonban már a csapat meghatározó egyéniségévé vált a Copa Américán, 2007-ben is remekül játszott szintén ebben a kiírásban.

## Sikerei,díjai

### Klubokban
Deportivo Cali
Kolumbiai Bajnokság-aranyérmes: 1998, 1999
Copa Libertadores-ezüstérmes: 1999
Copa Merconorte-ezüstérmes: 1999
 River Plate
Argentin Bajnokság-aranyérmes: 1999, 2000
 Paris Saint-Germain
Coupe de France-aranyérmes: 2006
Coupe de la Ligue-aranyérmes: 2008
 AC Milan
Serie A-aranyérmes: 2011
Olasz szuperkupa-győztes: 2011
 San Lorenzo
klub-világbajnoki 2. : 2014

### Válogatottban
Kolumbiai válogatott
Copa América-aranyérmes: 2001
Konföderációs kupa-negyedik hely: 2003